# Jáde Osiberu
Jádesola Osiberu, (Ibadã, 18 de agosto de 1985) mais conhecida como Jáde Osiberu, é uma escritora, diretora e produtora nigeriana e fundadora do Greoh Studios. Ela é conhecida por Isoken (2017), Sugar Rush (2019), Brotherhood (2022) e Gangs of Lagos, o primeiro filme original nigeriano transmitido exclusivamente no Amazon Prime Video. Em setembro de 2022, o Greoh Studios de Osiberu assinou um contrato de três anos com a Amazon para desenvolver e produzir séries de TV e longas-metragens com roteiro original.

## Infância e educação
Nascido em uma família real em 1985, o pai de Osiberu, Obá Adewale Osiberu é o Elepe de Epe Sagamu. Osiberu fez o ensino secundário em Ibadã, Nigéria, antes de obter um diploma em Engenharia de Sistemas Informáticos pela Universidade de Manchester. Ela também é ex-aluna da Pan-Atlantic University, onde estudou Mídia e Comunicações.

## Carreira
Apesar de trabalhar profissionalmente como desenvolvedora de software após a graduação, Osiberu decidiu mudar de carreira para a produção cinematográfica. Ao celebrar o Mês da História das Mulheres, a Pulse incluiu-a na sua lista de dez mulheres que estão a fazer sucesso ao desenvolver conteúdos na indústria cinematográfica nigeriana. Osiberu fundou sua produtora, Tribe85 Productions, em 2017, com o objetivo de "contar histórias africanas para um público global". Durante uma entrevista com BellaNaija, sua ética de trabalho, atenção aos detalhes e impulso criativo foram elogiados pelo entrevistador.
Em 2018, ela foi a atração principal do Festival de Cinema de Nollywood na Escócia.
Em 2017, Osiberu escreveu e dirigiu Isoken, um filme sobre os desafios enfrentados por profissionais solteiras em meio à pressão familiar, bem como relacionamentos inter-raciais românticos no cenário nigeriano moderno. Por seu papel como diretora, ela ganhou o prêmio de melhor diretora no Africa Magic Viewers Choice Awards de 2018 e recebeu uma indicação ao Africa Movie Academy Award de Melhor Diretora.
O filme também foi tema de discussões acadêmicas com a personagem titular sendo caracterizada com traços do feminismo. O Culture Custodian destacou como o tema do filme é definido para combater a misoginia na sociedade patriarcal nigeriana. Seu último filme, Christmas in Lagos, estreiou no Prime Video em 20 de dezembro de 2024.

## Filmografia
| Ano     | Título                | Elenco principal                                                                                          | Papel                | Notas                                                 | Ref.   |
| ------- | --------------------- | --- | -------------------- | ----------------------------------------------------- | ------ |
| 2013–14 | Gidi Up               | OC Ukeje, Deyemi Okanlawon, Somkele Iyamah                                                                | Produtora Roteirista | Websérie da Ndani TV                                  | [ 4 ]  |
| 2016    | Rumor Has It          | | Produtora            | Websérie da Ndani TV                                  | [ 4 ]  |
| 2017    | Isoken                | Dakore Akande, Funke Akindele, Joseph Benjamin                                                            | Diretora Roteirista  | Estreia na direção                                    | [ 4 ]  |
| 2018    | Nigerian Trade        | Rita Dominic, Gideon Okeke e Blossom Chukwujekwu                                                          | Produtora Roteirista |                                                       | [ 8 ]  |
| 2019    | Sugar Rush (filme)    | Adesua Etomi, Bisola Aiyeola e Bimbo Ademoye                                                              | Produtora Roteirista |                                                       | [ 14 ] |
| 2021    | Ayinla                | Lateef Adedimeji, Omowumi Dada, Bimbo Manuel                                                              | Produtora            |                                                       | [ 15 ] |
| 2021    | Gangs of Lagos (2023) | Adesua Etomi-Wellington, Tobi Bakre e Chike                                                               | Diretora Roteirista  | Inspirado por eventos durante as filmagens de Gidi Up | [ 16 ] |
| 2022    | Brotherhood           | Tobi Bakre, Folarin Falana, Toni Tones, Ronke Ojo, Bright Okpocha, OC Ukeje                               | Produtora            |                                                       | [ 17 ] |
| 2024    | Christmas in Lagos    | Richard Mofe-Damijo, Shaffy Bello, Wale Ojo, Teniola Aladese, Angel Anosike, Shalom C Obiago e Rayxia Ojo | Diretora Roteirista  |                                                       | [ 18 ] |

## Prêmios e indicações
| Ano  | Prêmio                              | Categoria                               | Trabalho    | Resultado | Ref.          |
| ---- | ----------------------------------- | --------------------------------------- | ----------- | --------- | ------------- |
| 2015 | Africa Magic Viewers' Choice Awards | Melhor Série de Televisão Comédia/Drama | Gidi Up     | Indicado  | [ 19 ]        |
| 2015 | Africa Magic Viewers' Choice Awards | Melhor Editor de Som                    | Gidi Up     | Indicado  | [ 19 ]        |
| 2018 | Africa Magic Viewers' Choice Awards | Melhor Diretor                          | Isoken      | Venceu    | [ 20 ]        |
| 2018 | Africa Magic Viewers' Choice Awards | Melhor Figurinista                      | Isoken      | Indicado  | [ 20 ]        |
| 2018 | Africa Magic Viewers' Choice Awards | Melhor Diretor de Arte                  | Isoken      | Indicado  | [ 20 ]        |
| 2018 | Africa Movie Academy Awards         | Melhor Diretor                          | Isoken      | Indicado  | [ 21 ]        |
| 2023 | Africa Magic Viewers' Choice Awards | Melhor Escritor                         | The Trade   | Indicado  | [ 22 ] [ 23 ] |
| 2023 | Africa Magic Viewers' Choice Awards | Melhor Diretor                          | The Trade   | Indicado  | [ 22 ] [ 23 ] |
| 2023 | Africa Magic Viewers' Choice Awards | Melhor Filme da África Ocidental        | Brotherhood | Venceu    | [ 22 ] [ 23 ] |
| 2023 | Africa Magic Viewers' Choice Awards | Melhor Filme Geral                      | Brotherhood | Indicado  | [ 22 ] [ 23 ] |

## Vida pessoal
Osiberu teve sua cerimônia de casamento em 11 de maio de 2019 em Sagamu, estado de Ogun.